# Pranburi (rivier)
De Pranburi is een rivier in Thailand. De rivier mondt uit in de Golf van Thailand. De Pranburi is 130 kilometer lang.